# قبضة القوس
قبضة القوس (بالإنجليزية: Fistmele)‏ وَتُعرف أيضاً بارتفاع الحاصرة، هي مصطلح قديم يُستعمل في الرماية لوصف المسافة الصحيحة بين القوس والوتر. وتكون هذه المسافة حوالي 7 إنش، لشمال أوروبا، أو القوس الطويل الإنجليز. المصطلح نفسه هو كلمة إنجليزية قديمة تبين قياس اليد المقبوضة مع رفع الإبهام. 
قد يُحصل على ارتفاعات الحاصرة المختلفة من نفس طول الوتر عن طريق لفّها حول نفسها قبل وضعها في القوس. الارتفاع الصحيح يساعد على تقليل صوت إطلاق السهم وكذلك نفس اهتزازات القوس. وبناءً على ذلك، فإذا كانت المسافة قليلة جداً فإنها ستصدر إزعاجاً وطيران ضعيف للسهم. ويُسمى القوس «مُفرط» عندما تزداد هذه المسافة بشكل أكثر من المطلوب.